# Lega Italiana Rugby
La Lega Italiana Rugby, abbreviata in L.I.R. o LIR, è un organismo di gestione e tutela del rugby a 15 italiano di vertice.
Costituitasi nel 2024, ha organizzato insieme alla Federazione Italiana Rugby (FIR) la finale di Coppa Italia 2024-25 ed è destinata a organizzare il campionato dalla stagione sportiva 2025-26 in delega dalla stessa FIR.
La sua sede legale è Viadana e il suo presidente è Giulio Arletti.

## Storia
In Italia era già esistito un consorzio dei club rugbistici agli albori del professionismo della disciplina: si trattava della Lega Italiana Rugby d'Eccellenza (L.I.R.E.), fondata nel 2001, che per otto stagioni amministrò campionato e Coppa Italia, ma chiuse i battenti nel 2009 dopo un biennio di progressivo sfaldamento in cui i propri club membri iniziavano a perseguire interessi diversi dal campionato (la Celtic League aveva aperto la partecipazione all'Italia e alcuni club, per candidarsi alla competizione, uscirono dalla L.I.R.E.).
Il campionato tornò quindi sotto la diretta gestione federale, come era stato dal 1929 al 2001 senza interruzioni.
Con l'uscita del Benetton dal campionato e la creazione di una nuova franchise a Parma, le Zebre, entrambi partecipanti all'United Rugby Championship (nome nel frattempo assunto dalla vecchia Celtic League), il quadro delle partecipanti al campionato divenne più stabile e si tornò a ventilare l'ipotesi di una lega per organizzare il torneo: l'idea prese corpo durante la gestione federale di Marzio Innocenti e trovò realizzazione il 27 maggio 2024, quasi quindici anni esatti dopo lo scioglimento della L.I.R.E., a seguito dell'iniziativa congiunta dei nove presidenti dei club partecipanti alla Serie A Élite di quella stagione (Colorno, Fiamme Oro, Lyons, Mogliano, Valorugby, Vicenza, Petrarca, Rovigo e Viadana, questi ultimi tre anche soci fondatori della defunta L.I.R.E.).
Presidente del nuovo consorzio fu designato Giulio Arletti, imprenditore nel ramo delle energie rinnovabili e membro del consiglio d'amministrazione del Viadana, club della città di fondazione della L.I.R.
Dopo avere apportato alcune modifiche al proprio statuto associativo necessarie per potere ottenere la affiliazione alla FIR, la LIR è stata invitata a collaborare con la federazione per l'organizzazione della finale di Coppa Italia 2024-25, atto d'esordio del nuovo consorzio.
Il proposito della LIR è quello di organizzare in delega dalla FIR il campionato di Serie A Élite a partire dalla stagione 2025-26 e, a torneo 2024-25 ancora in svolgimento, sono in corso negoziazioni tra i due organismi per definire gli aspetti della collaborazione.